# Litteraturåret 1874

## Priser och utmärkelser
- Kungliga priset – Theodor Wisén
- Letterstedtska priset för översättningar – Otto Wilhelm Ålund för översättning och utgivning av Uppfinningarnas bok

## Nya böcker
- Den hemlighetsfulla ön av Jules Verne
- Engelbrekt Engelbrektsson av Carl Georg Starbäck
- Eugene Pickering (sv. En filosofisk qvinna: Eugène Prickerings första kärlek 1876) av Henry James
- Guldhalsbandet, första delen i Carl Georg Starbäcks trilogi om Nils Boson Sture
- Hjärtats begärelse av Gustave Flaubert
- Lodsen og hans Hustru av Jonas Lie
- Madame de Mauves (sv. Fru de Mauves tills. med Framtidens madonna; Fyra sammanträffanden: tre berättelser, 1893) av Henry James
- Mes Fils av Victor Hugo
- Quatrevingt-treize av Victor Hugo
- Romerska sägner om apostlarne Petrus och Paulus, berättelser av Viktor Rydberg
- Svenska akademiens ordlista utkommer för första gången

## Födda
- 11 februari – Elsa Beskow (död 1953), svensk författare, illustratör och målare.[1]
- 26 mars – Robert Frost (död 1963), amerikansk poet.
- 29 mars – Tyra Kleen (död 1951), svensk konstnär och författare.
- 28 april – Karl Kraus (död 1936), österrikisk författare.
- 13 juni – Leopoldo Lugones (död 1938), argentinsk poet och prosaförfattare.
- 29 juli – August Stramm (död 1915), tysk expressionistisk dramatiker och poet.
- 30 november – Winston Churchill (död 1965), brittisk politiker och författare, nobelpristagare i litteratur 1953.

## Avlidna
- 12 juli – Fritz Reuter, 63, tysk författare.

### Fotnoter
1. ↑  ”Kort om Elsa Beskow”. Arkiverad från originalet den 7 augusti 2011. https://web.archive.org/web/20110807063021/http://kampanj.bonniercarlsen.se/beskow/elsa_ar_for_ar.htm. Läst 12 april 2011.